# Variante Bauru-Garça
A Variante Bauru - Garça  é uma ligação ferroviária existente na antiga linha Tronco Oeste (Itirapina - Panorama) entre a estação de Bauru e Garça. Possui 69,880 km de extensão em bitola 1,60m em via singela.

## História
Desde a década de 50, a Companhia Paulista de Estradas de Ferro projeta a retificação desse trecho. As obras da construção da Variante Bauru Garça tiveram início em  10 de dezembro de 1968. Originalmente a linha tronco oeste entre Bauru e Garça  passava ao sul da serra da Esmeralda possuindo 98 km de extensão, atravessando as cidades de Piratininga ,Cabrália Paulista,Duartina, Fernão (São Paulo) e Gália que ficaram de fora da variante que seguia direto de Bauru para Garça. A Variante Bauru - Garça , com 69 km de extensão, foi aberta ao tráfego em 1 de maio de 1976. Com a construção da variante, a eletrificação da linha que terminava em Cabrália Paulista passou a terminar em Bauru.  

## Tabela
| Comparação               | Linha tronco antiga | Variante construída |
| ------------------------ | ------------------- | ------------------- |
| Extensão (km)            | 98,203              | 69,880              |
| Nº de Curvas             | 177                 | 42                  |
| Raio mínimo de curva (m) | 200,00              | 1145,93             |
| Velocidade máxima (km/h) | 60                  | 160                 |
| Rampa máxima (%)         | 2                   | 1                   |
| Tonelagem rebocada (T)   | 550                 | 2000                |